# Harald Riegel
Harald Riegel (* 5. November 1965 in Erlenbach bei Marktheidenfeld) ist ein deutscher Physiker und seit 2022 Rektor der Hochschule Aalen. Sein Forschungsschwerpunkt liegt insbesondere auf der Lasermaterialbearbeitung.

## Werdegang
Nach dem Abitur 1985 am Balthasar-Neumann-Gymnasium in Marktheidenfeld studierte Riegel von 1986 bis 1992 Physik an der Universität Würzburg mit Auslandssemestern von 1989 bis 1990 an der Rice University. Die Diplomarbeit verfasste er am Tieftemperaturlabor der Max-Planck-Institute in Stuttgart.
1996 promovierte er an der Universität Stuttgart im Bereich des Instituts für Technische Thermodynamik und Thermische Verfahrenstechnik (ITT) zum Thema „Einfluss von Blasenwachstum und Zweiphasenströmung auf die elektrolytische Erzeugung von Wasserstoff“, betreut von Karl Stephan.
Von 1996 bis 2009 war Riegel in der Industrie tätig, zunächst in der industriellen Messtechnik und später in der Automobiltechnik, wo er auch für die Entwicklung von mobilen Kältekreisläufen mit dem umweltfreundlichen Kältemittel R744 verantwortlich war. Während eines Auslandsaufenthaltes von 2001 bis 2004 lebte Riegel in den USA.
Im Jahr 2009 wurde er zum Professor für Physik an der Fakultät für Maschinenbau und Werkstofftechnik der Hochschule Aalen berufen. Er gründete das LaserApplikationsZentrum. 2014 übernahm er das Amt des Prorektors der Hochschule. 2020 wurde ihm der Forschungspreis der Hochschule Aalen verliehen.
Im Januar 2022 trat Riegel die Nachfolge von Gerhard Schneider als Rektor der Hochschule Aalen an. Seit 2023 ist er Stellvertretender Vorsitzender der Rektorenkonferenz der Hochschulen in BW.